# Finlandia na Zimowych Igrzyskach Olimpijskich 1936
Finlandię na Zimowych Igrzyskach Olimpijskich 1936 reprezentowało 19 zawodników (sami mężczyźni). Był to czwarty start reprezentacji Finlandii na zimowych igrzyskach olimpijskich.

## Zdobyte medale
| Medal  | Zawodnik                                                   | Dyscyplina          | Konkurencja                 | Rezultat    |
| ------ | ---------------------------------------------------------- | ------------------- | --------------------------- | ----------- |
| Złoto  | Sulo Nurmela, Klaes Karppinen, Matti Lähde, Kalle Jalkanen | Biegi narciarskie   | sztafeta 4 × 10 km mężczyzn | 2:41:33,0 h |
| Srebro | Birger Wasenius                                            | Łyżwiarstwo szybkie | wyścig na 5000 m mężczyzn   | 8:23,3 min  |
| Srebro | Birger Wasenius                                            | Łyżwiarstwo szybkie | wyścig na 10 000 m mężczyzn | 17:28,2 min |
| Brąz   | Pekka Niemi                                                | Biegi narciarskie   | bieg na 18 km mężczyzn      | 1:16:59,0 h |
| Brąz   | Birger Wasenius                                            | Łyżwiarstwo szybkie | wyścig na 1500 m mężczyzn   | 2:20,90 min |
| Brąz   | Antero Ojala                                               | Łyżwiarstwo szybkie | wyścig na 5000 m mężczyzn   | 8:30,1 min  |

## Skład kadry

### Biegi narciarskie
Mężczyźni
| Konkurencja        | Zawodnik                                                | czas      | Pozycja |
| ------------------ | ------------------------------------------------------- | --------- | ------- |
| Bieg na 18 km      | Pekka Niemi                                             | 1:16:59,0 | brąz    |
| Bieg na 18 km      | Sulo Nurmela                                            | 1:18:20,0 | 7.      |
| Bieg na 18 km      | Matti Lähde                                             | 1:20:21,0 | 15.     |
| Bieg na 18 km      | Kalle Jalkanen                                          | 1:19:27,0 | 12.     |
| Bieg na 50 km      | Klaes Karppinen                                         | 3:39:33,0 | 5.      |
| Bieg na 50 km      | Frans Heikkinen                                         | 3:42:34,0 | 7.      |
| Bieg na 50 km      | Pekka Niemi                                             | 3:44:14,0 | 8.      |
| Bieg na 50 km      | Kalle Heikkinen                                         | 3:54:25,0 | 14.     |
| Sztafeta 4 × 10 km | Sulo Nurmela Klaes Karppinen Matti Lähde Kalle Jalkanen | 2:41:33,0 | złoto   |

### Kombinacja norweska
Mężczyźni
| Zawodnik       | Konkurencja   | Skoki narciarskie | Skoki narciarskie | Skoki narciarskie | Skoki narciarskie | Bieg narciarski | Bieg narciarski | Bieg narciarski | Łącznie | Pozycja |
| Zawodnik       | Konkurencja   | Skok 1            | Skok 2            | Punkty            | Pozycja           | Czas biegu      | Pozycja         | Punkty          | Łącznie | Pozycja |
| -------------- | ------------- | ----------------- | ----------------- | ----------------- | ----------------- | --------------- | --------------- | --------------- | ------- | ------- |
| Lauri Valonen  | Indywidualnie | 52,0              | 54,5              | 222,6             | 1.                | 1:26:34,0       | 26.             | 178,6           | 401,2   | 4.      |
| Timo Murama    | Indywidualnie | 49,0              | 48,0              | 205,8             | 5.                | 1:24:52,0       | 13.             | 187,5           | 393,3   | 7.      |
| Niilo Nikunen  | Indywidualnie | 47,5              | 45,5              | 191,6             | 15.               | 1:23:59,0       | 9.              | 192,2           | 383,8   | 10.     |
| Pertti Mattila | Indywidualnie | 45,0              | 47,0              | 188,7             | 21.               | 1:26:21,0       | 25.             | 179,7           | 368,4   | 19.     |

### Łyżwiarstwo figurowe
Mężczyźni
| Zawodnik        | Konkurencja | Nota  | Pozycja |
| --------------- | ----------- | ----- | ------- |
| Marcus Nikkanen | Soliści     | 380,7 | 7.      |

### Łyżwiarstwo szybkie
Mężczyźni
| Zawodnik        | Konkurencja   | Konkurencja   | Konkurencja    | Konkurencja    | Konkurencja    | Konkurencja    | Konkurencja      | Konkurencja      |
| Zawodnik        | Bieg na 500 m | Bieg na 500 m | Bieg na 1500 m | Bieg na 1500 m | Bieg na 5000 m | Bieg na 5000 m | Bieg na 10 000 m | Bieg na 10 000 m |
| Zawodnik        | Czas          | Miejsce       | Czas           | Miejsce        | Czas           | Miejsce        | Czas             | Miejsce          |
| --------------- | ------------- | ------------- | -------------- | -------------- | -------------- | -------------- | ---------------- | ---------------- |
| Antero Ojala    | 44,9          | 8.            | 2:23,20        | 9.             | 8:30,10        | brąz           | 17:46,6          | 7.               |
| Jorma Ruissalo  | 44,9          | 8.            |                |                |                |                |                  |                  |
| Birger Wasenius | 44,9          | 8.            | 2:20,9         | brąz           | 8:23,30        | srebro         | 17:28,20         | srebro           |
| Ossi Blomqvist  | 46,2          | 19.           | 2:23,2         | 9.             | 8:36,6         | 6.             | 17:42,4          | 5.               |
| Åke Ekman       |               |               | 2:27,20        | 20.            | 9:00,40        | 22.            |                  |                  |

### Skoki narciarskie
Mężczyźni
| Skoczek        | Skok 1    | Skok 1 | Skok 2    | Skok 2 | Nota  | Pozycja |
| Skoczek        | odległość | Nota   | odległość | Nota   | Nota  | Pozycja |
| -------------- | --------- | ------ | --------- | ------ | ----- | ------- |
| Lauri Valonen  | 73,5      | 113,2  | 67,0      | 106,2  | 219,4 | 6.      |
| Väinö Tiihonen | 71,5      | 108,0  | 70,0      | 107,3  | 215,3 | 9.      |
| Timo Murama    | 71,0      | 100,9  | 70,0      | 101,3  | 202,2 | 24.     |
| Sauli Pälli    | 71,0      | 42,7   | 68,5      | 37,6   | 80,3  | 47.     |